# Café „Pod Minogą”
Café „Pod Minogą” – fikcyjna warszawska restauracja miesząca się przy ulicy Zapiecek, wymyślona przez Stefana „Wiecha” Wiecheckiego w jego powieści pod tytułem Cafe pod Minogą. Była to „restauracja trzeciej kategorii z wyszynkiem” według powieściowego opisu. Na podstawie powieści, w roku 1959, powstał czarno-biały film pod tytułem Cafe pod Minogą. Scenariusz do filmu napisał sam Wiech wraz z reżyserem filmu Bronisławem Brokiem. Główne role w filmie zagrali: Adolf Dymsza i Jerzy Duszyński. W fabule książki i filmu jest umieszczona opowieść o Nigeryjczyku mieszkającym w Warszawie od lat 20. do roku 1954. W filmie postać tę zagrał urodzony w Togo Mokpokpo Dravi, a studiujący w latach 50. w Warszawie.